# Лайвли, Скотт
Скотт Дуглас Лайвли (англ. Scott Douglas Lively) — американский юрист, проповедник, писатель, анти-ЛГБТ-активист и активист экс-гей-движения.
Лайвли является президентом Общества Abiding Truth Ministries — консервативной христианской организации, расположенной в Калифорнии. Кроме того, Лайвли является бывшим директором калифорнийского отделения Американской семейной ассоциации (англ. American Family Association), пастором церкви «Новое поколение» и основателем организации «Стражи на стенах» (англ. Watchmen on the Walls) в Риге.
Также Лайвли известен своей активной антигомосексуальной деятельностью. В 1995 году в соавторстве с Кевином Абрамсом он опубликовал книгу «Розовая свастика», в которой утверждал гомосексуальность многих высокопоставленных лиц в нацистской Германии, в том числе и самого Адольфа Гитлера, и связывал гомосексуальность с той жестокостью, которую нацисты проявляли во время Холокоста.
Лайвли известен своими призывами к введению уголовной ответственности за «общественную пропаганду гомосексуализма» ещё в 2007 году. Его деятельность напрямую связывается и с ужесточением антигомосексуального законодательства в Уганде.

## Основные работы
- Scott Lively & Kevin Abrams. The Pink Swastika: Homosexuality in the Nazi Party. — Founders Publishing Corporation, 1995. — 205 p. — ISBN 978-0-9647609-0-5. Архивировано 1 июня 2014 года.
- Lively Scott. Seven Steps to Recruit-Proof Your Child (неопр.). — Founders Publishing Corporation, 1998. — ISBN 0-9647609-5-9.
- Lively Scott. Why and How to Defeat the "Gay" Movement (неопр.). — Abiding Truth Ministries, 2000.
- Lively Scott. REDEEMING THE RAINBOW. A Christian Response to the “Gay” Agenda. — Veritas Aeterna Press, 2009. — 231 с.